# Belvedere (Dresda)
Belvedere  è il nome di quattro castelli di piacere che si trovavano, uno dopo l'altro, nell'angolo nord-est della Brühlsche Terrasse a Dresda. Il quarto e ultimo Belvedere fu costruito nel 1842 nello stile della prima Semperoper, e nel 1945 venne distrutto dalla guerra e la ricostruzione fu finanziata da un cittadino nel 2008 e nel 2016. Ad eccezione delle rimanenti sculture del secondo Belvedere, nulla ricorda l'ex Belvedere. Nel 2008, l'amministrazione comunale ha compiuto sforzi per ricostruire un Belvedere. Bernd Dietze di Baywobau ha avviato un nuovo tentativo di tale ricostruzione nel 2016.

## Primo Belvedere (1590-1747)

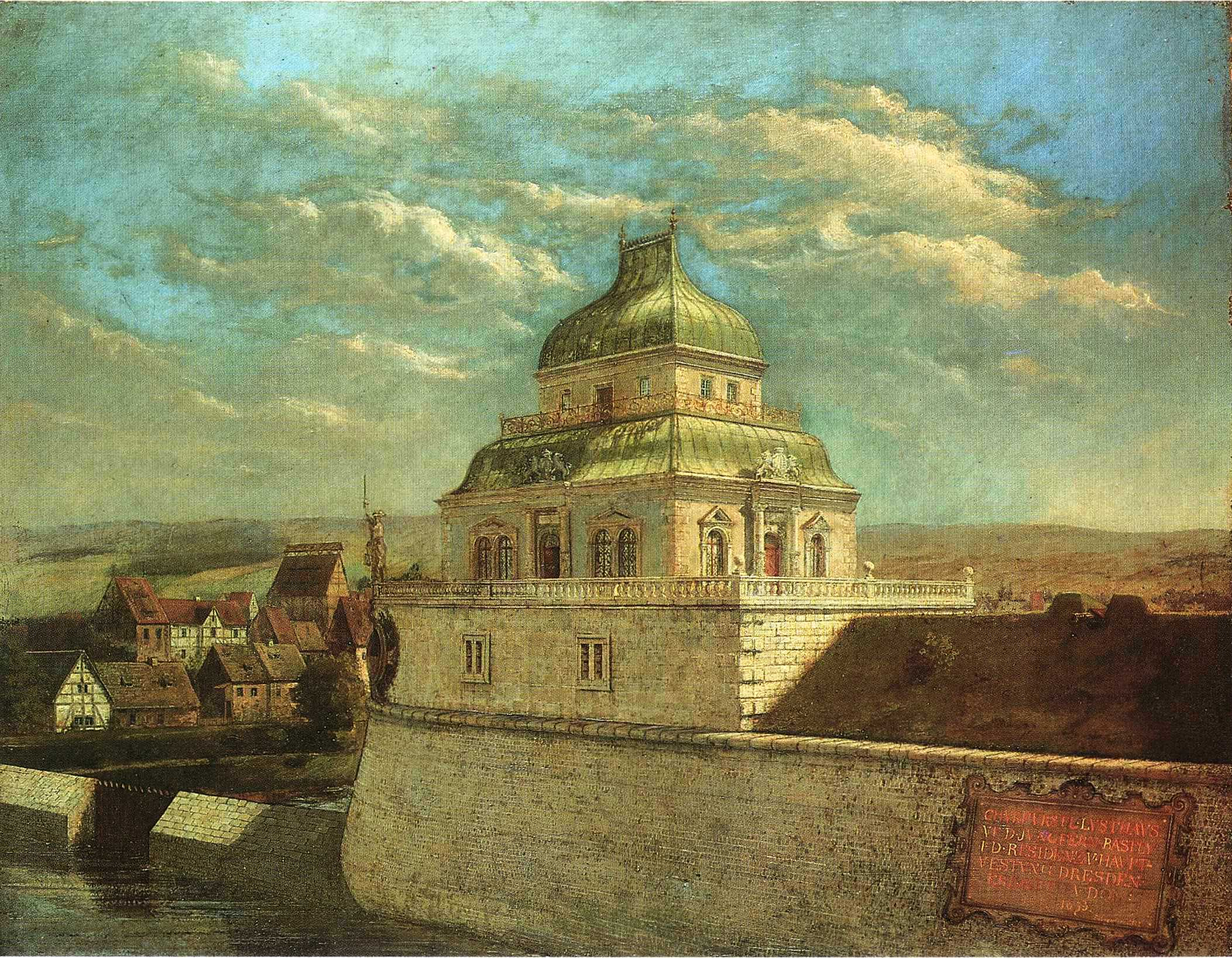
Primo Belvedere

Il primo Belvedere fu costruito nel 1590 su progetto di Giovanni Maria Nosseni sulla fortezza di Dresda e servì per divertimenti cortesi. La costruzione durò oltre 60 anni. Questa casa di divertimento alta 24 metri sullo Jungfernbastei si trovava a filo sul muro della fortezza. L'edificio a tre piani con tetti di rame venne costruito in stile rinascimentale. Il modello era probabilmente il belvedere della regina Anna al Castello di Praga. Le sculture e le decorazioni scultoree furono create da Carlo de Cesare e Sebastian Walther usando pietre preziose e semi-preziose. Il seminterrato era chiamato Vulkanshöhlen (cratere vulcanico). Nel 1707, nel laboratorio allestito qui per Johann Friedrich Böttger e Ehrenfried Walther von Tschirnhaus, fu inventata la porcellana dura europea. Il primo Belvedere venne distrutto, il 22 dicembre 1747 dall'esplosione della polveriera sottostante.

## Secondo Belvedere (1749-1759)

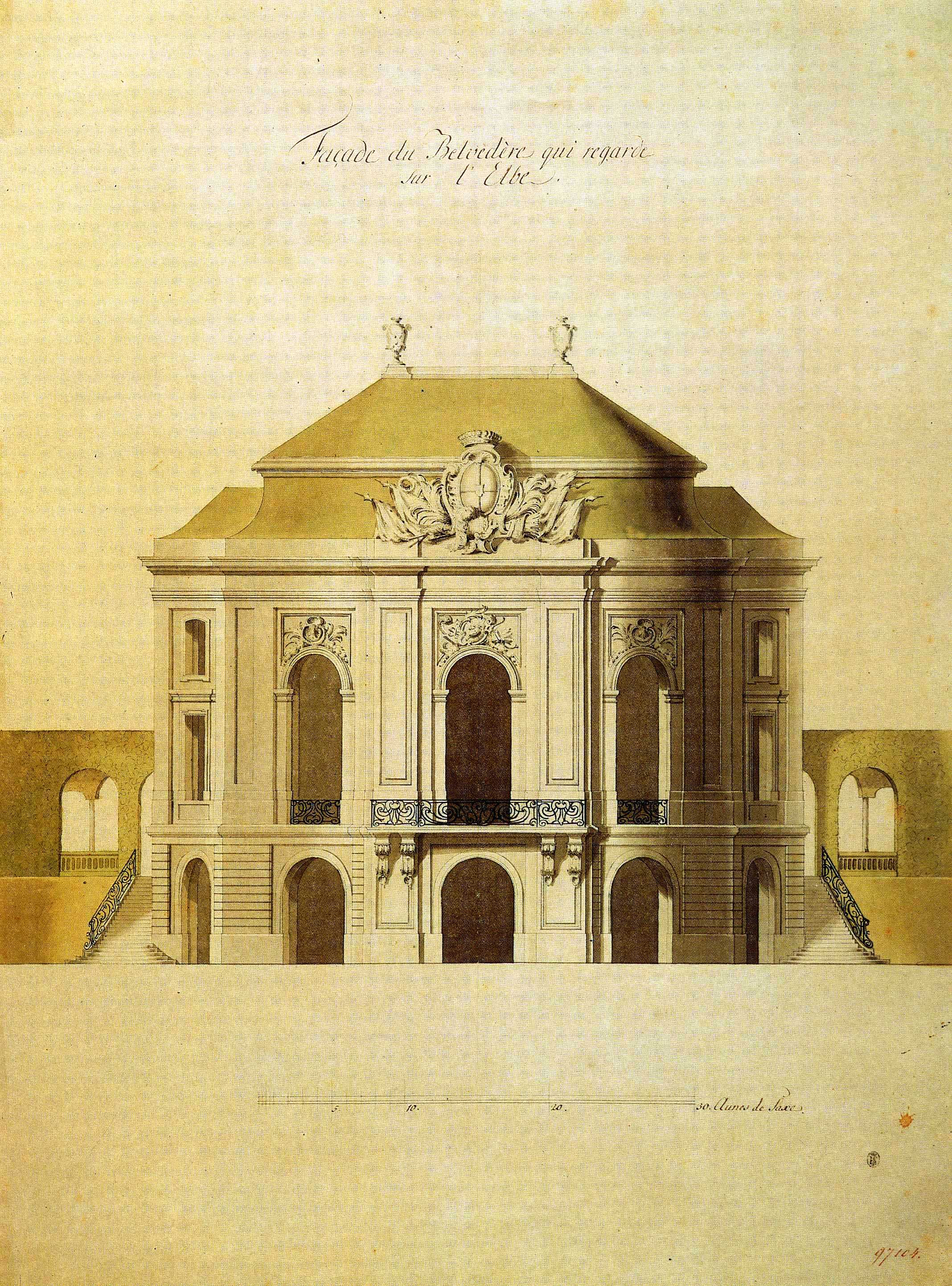
Secondo Belvedere

Il secondo Belvedere fu costruito nel 1749/1751, nello stesso luogo, da Johann Christoph Knöffel. Il committente fu il conte Heinrich von Brühl, che ricevette la parte della fortezza sull'Elba dall'elettore Augusto III di Polonia dopo che aveva perso sempre più il suo significato militare. Il secondo Belvedere fu il momento clou dell'architettura rococò di Dresda. Era chiamato un pezzo di architettura dell'armadietto. La sala centrale ovale dell'edificio si estendeva su due piani, il soffitto e la parete si fondevano l'un l'altro per via del design scultoreo e pittorico. Johann Gottfried Knöffler creò le decorazioni. Nel 1759, durante la guerra dei sette anni, il Belvedere fu distrutto per ordine del re prussiano Federico II. Vennero conservate solo due sfingi di pietra e la fontana dei delfini. Il Belvedere del conte Brühl era una delle cosiddette "glorie di Brühl".

## Terzo Belvedere (1814-1842)

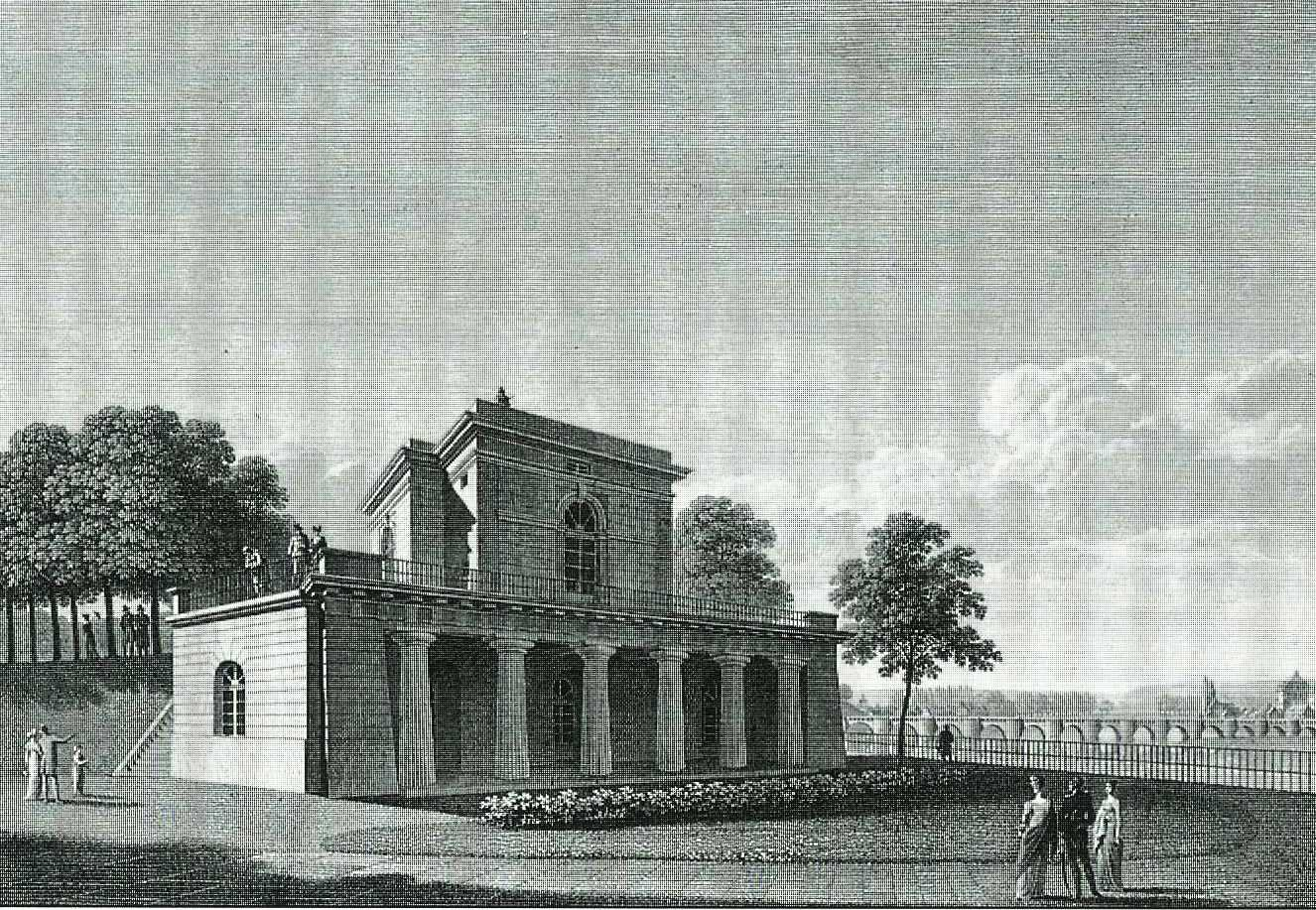
Terzo Belvedere

Le rovine del secondo belvedere rimasero fino al 1814 come ricordo della guerra dei sette anni. Quindi l'architetto Christian Friedrich Schuricht ricevette la commissione, da parte del principe Nikolai Grigorjewitsch Repnin-Wolkonski, di costruire il terzo Belvedere in stile classico. Era una costruzione di base. Nel seminterrato c'era una sala sostenuta da colonne doriche, il piano superiore era un padiglione ad incasso con una terrazza panoramica. L'edificio fungeva da ristorante. Il terzo Belvedere fu demolito nel 1842.

## Quarto Belvedere (1842-1945)

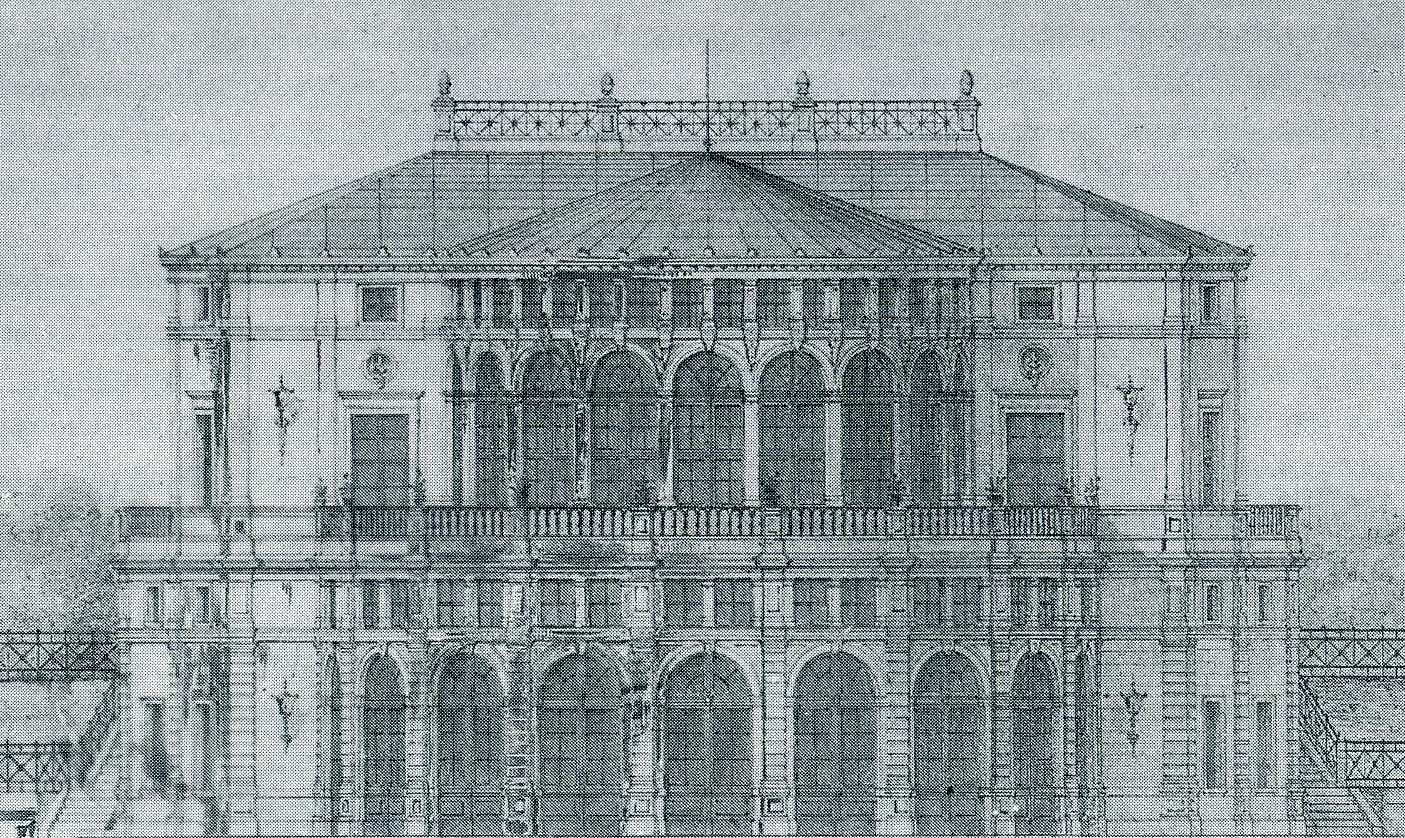
Quarto Belvedere

Il quarto Belvedere fu costruito nel 1842 secondo il progetto di Otto von Wolframsdorf. Stilisticamente, si basava sul Rinascimento italiano e sulla pianta del primo teatro dell'opera di Gottfried Semper. Aveva due sale da ballo, sale sociali e una galleria panoramica. Come l'edificio precedente, venne utilizzato come ristorante. Nel 1945 fu distrutto durante i bombardamenti di Dresda durante la seconda guerra mondiale. 

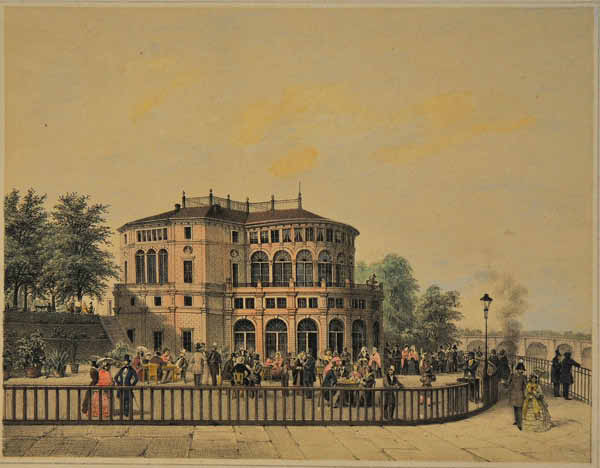
Litografia, intorno al 1850
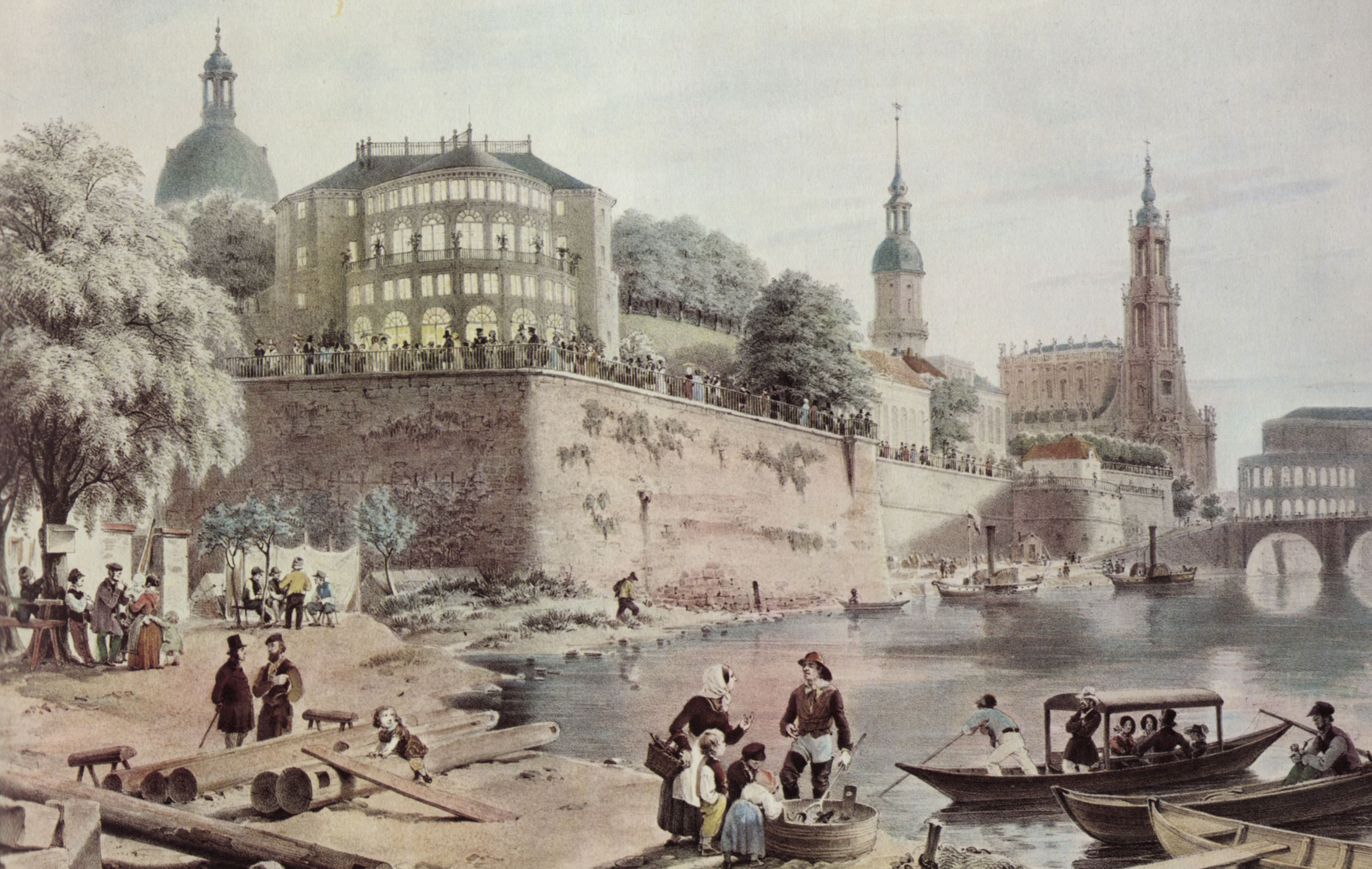
Quarto belvedere su disegno di W. Bässler, intorno al 1850
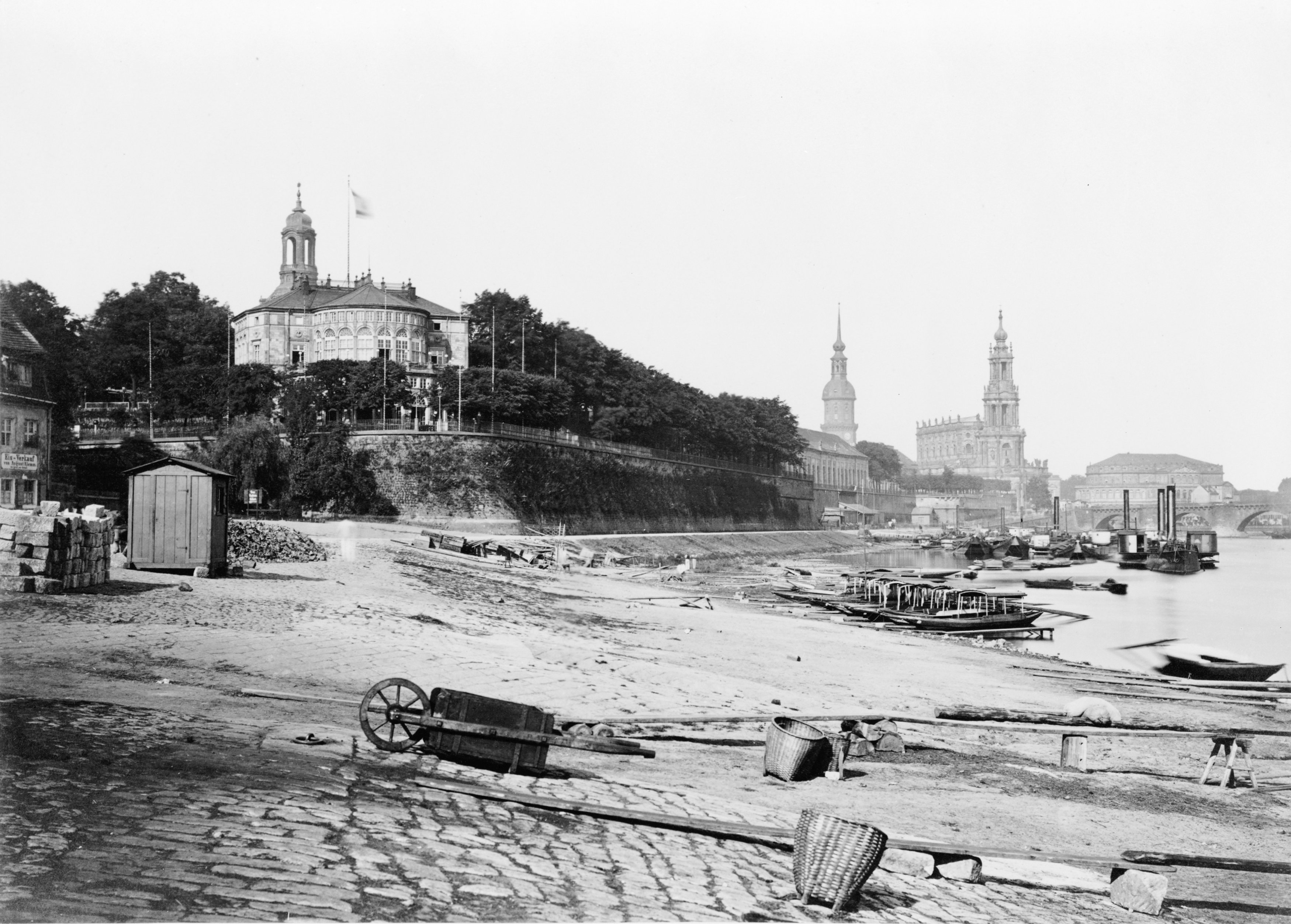
Belvedere nel 1860
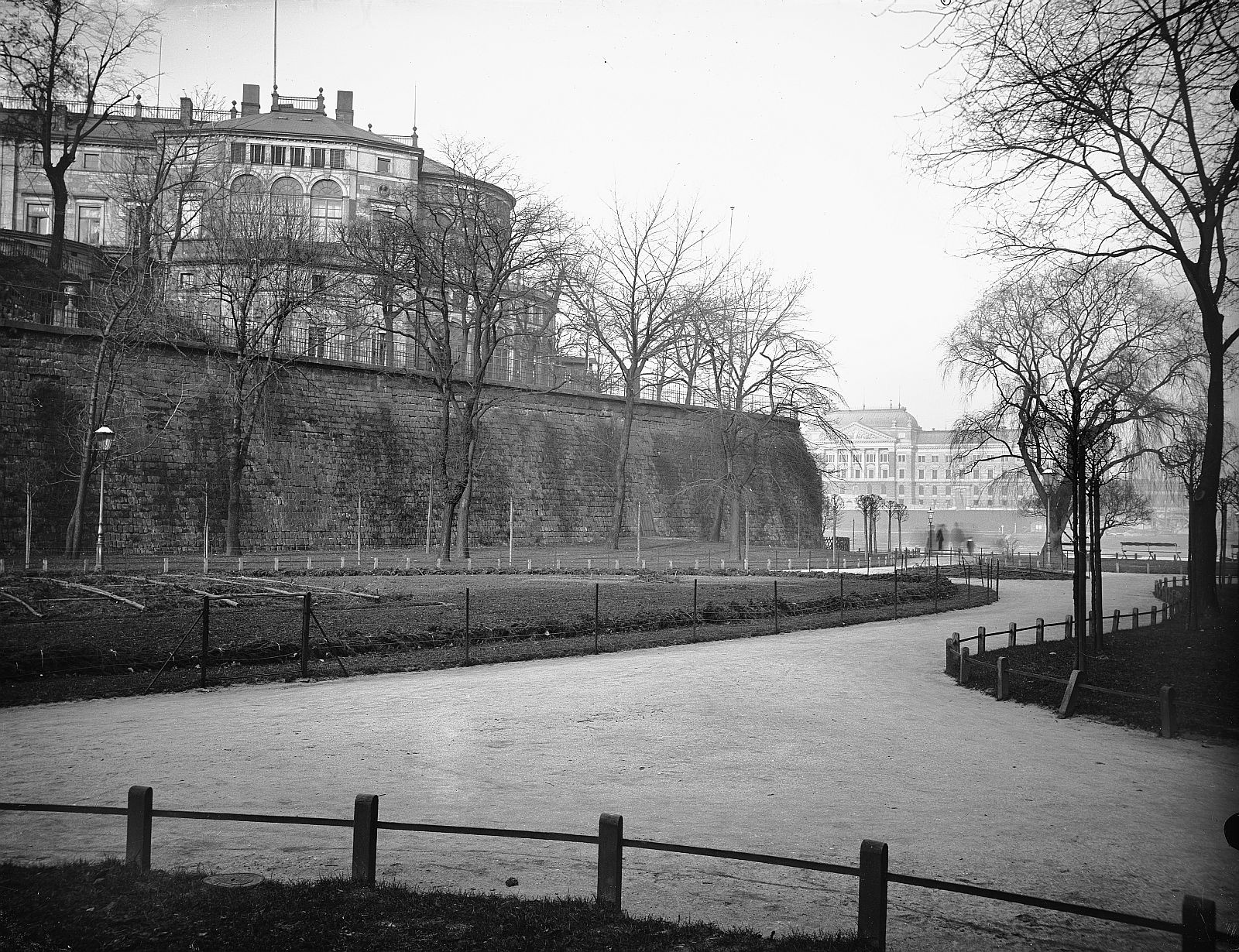
Belvedere sulla terrazza del Brühl. Vista dall'ex Gondelhafen , intorno al 1890
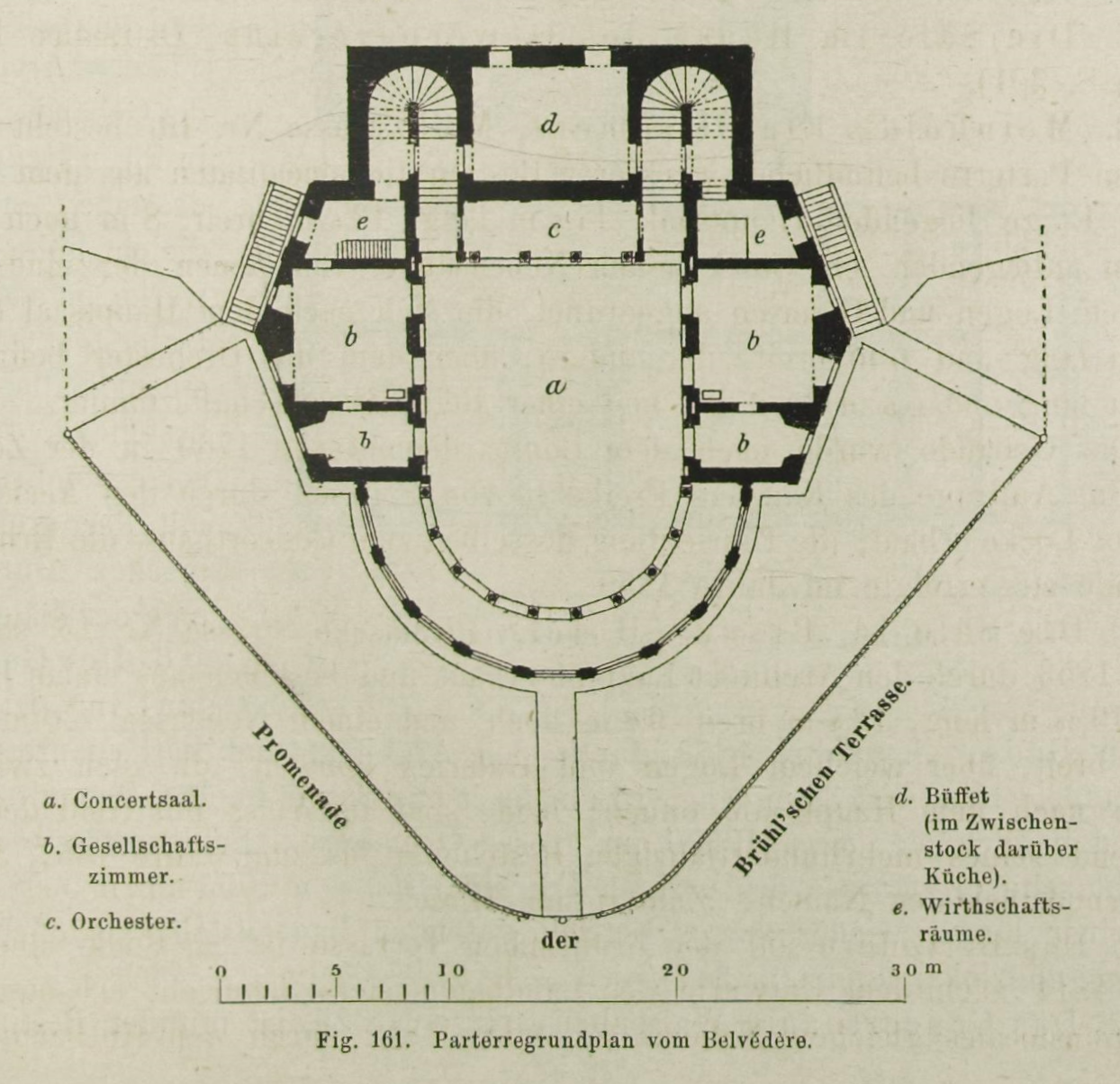
Planimetria (1878 circa)